# شیر اللات

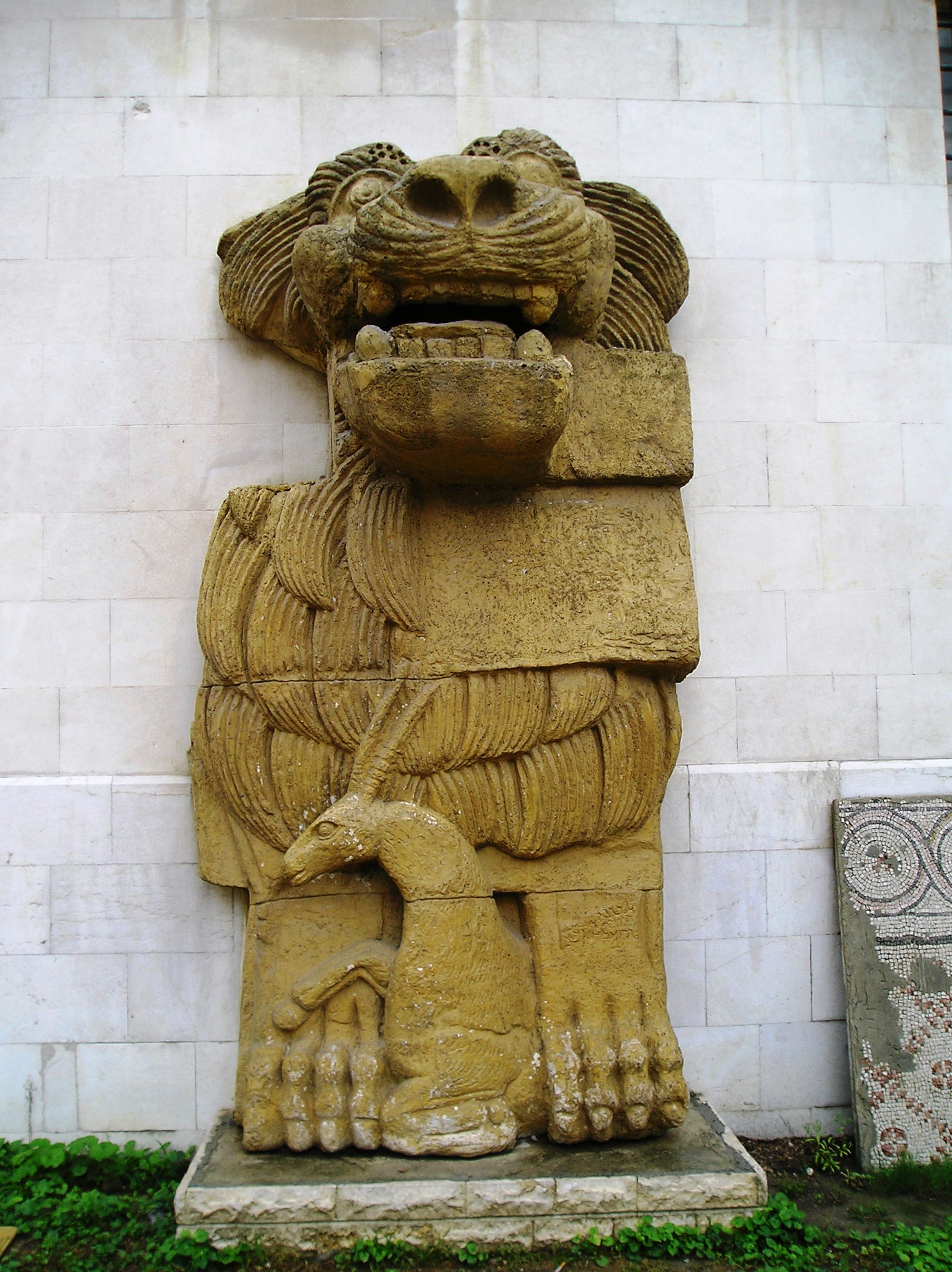
قبل از ۲۰۰۵

شیر اللات (انگلیسی: Lion of Al-lāt) یک مجسمه باستانی در معبد اللات در شهر پالمیرا سوریه قرار داشت. در ۲۷ ژوئن ۲۰۱۵ این مجسمه به وسیلهٔ داعش که پالمیرا را تسخیر کرده بود صدمات جدی می‌بیند. بعد از آن به موزه ملی دمشق منتقل می‌شود و در آنجا بازسازی می‌شود.

## تشریح
مجسمه شیر اللات ساخته شده از سنگ آهک است که در اوایل قرن اول میلادی ساخته شد و ۵/۳ متر (۱۱ فوت) ارتفاع و ۱۵ تن وزن دارد. شیر به عنوان هم سخن اللات شناخته می‌شود. غزال سمبل لطافت و صفات دوست داشتنی اللات است. پنجه چپ این شیر یک سنگ نوشته پالمیرینی است که بخشی از آن آسیب دیده‌است که نوشته‌است: اللات برکت می‌دهد، هر آنکس را که در محراب خون نریزد.

## تاریخچه
این مجسمه در سال ۱۹۷۷ توسط یک گروه باستان‌شناس لهستانی که تحت مسئولیت میشل گالیگوسکی کار می‌کردند کشف شد. آن را به صورت قطعه قطعه پیدا کردند که به عنوان آنتیک در پایه معبد مجدداً استفاده می‌شد. بعداً تصمیم گرفتند این قطعات را سرهم کرده و در ورودی موزه پالمیرینی بگذارند. این کار به عهده یک ترمیم‌کننده بنام ژوزف گازی گذاشته شد. در سال ۲۰۰۵ آن را بازسازی کردند و اشکالاتی که در سرهم کردن قطعات ایجاد شده بود را برطرف کند. بالاخره آن را بازسازی کردند تا آن را شبیه وضعیت اصل آن برگرداندند. در جنگ داخلی سوریه مجسمه را با بک ورقه فلزی و کیسه‌های شن پوشاندند تا از صدمات جنگ محفوظ بدارند.
در ۲۷ ژوئن ۲۰۱۵ این مجسمه توسط داعش بشدت آسیب دید. بعد از آزادی پالمیرا توسط ارتش سوریه مدیر کل آنتیک و موزه‌های سوریه مأمون عبدالکریم اعلام کرد که قطعات هنوز در محل خودشان هستند و می‌بایست امکان سوار کردن آن‌ها باشد و امید بازسازی آن را زنده کرد. در سال ۲۰۱۶ مجسمه به دمشق منتقل شد و یک ترمیم کامل روی آن انجام شد. در اول اکتبر ۲۰۱۷ مجسمه کاملاً ترمیم شد و الان در موزه ملی دمشق به نمایش گذاشته شده‌است. تا زمانی که ایمنی آن در پالمیرا حتمی باشد آن را به آنجا منتقل کنند.